# Área nacional de recreación Playas de Villamil
El Área Nacional de Recreación Playas de Villamil (ANRPV), se localiza exclusivamente en la provincia de Guayas, Ecuador, fue creada mediante Acuerdo Ministerial n.º 163, con fecha 5 de septiembre del 2011 y publicado con Registro Oficial n.º 631 el 1 de febrero de 2012 con una superficie de 2.478,13 ha que contempla ecosistemas submareales, playas de arena, dunas, bosque bajo arbustal caduco y manglar litoral. Mediante reuniones de trabajo multidisciplinarias con el personal del ANRPV, técnicos de la Subsecretaría de Gestión Marina y Costera y del Dirección Nacional de Biodiversidad del Ministerio del Ambiente, Conservación International - Ecuador y el ECOLAP se determinó la metodología y el plan de trabajo.

## Características físicas

### Medio físico marino y costero
El espacio marítimo del Ecuador continental está geológicamente condicionado por la subducción, debido a la convergencia de las placa oceánica de Nazca y la placa continental sudamericana que se encuentran en constante movimiento, la placa oceánica se hunde debajo de la placa continental debido a que esta es mucho más densa y presenta mayor espesor; dicho proceso ocurre a lo largo de la fosa que se sitúa a lo largo de las costas de Colombia, Ecuador, Perú y Chile a una distancia de entre 30-80 km y a una velocidad de convergencia entre las placas de 5,3 – 5,8 cm/año en dirección este. Este proceso es el principal causante de los sismos en Ecuador.
En los salientes costeros de Punta Galera, Cabo San Lorenzo y Punta Santa Elena, son parte de la plataforma continental y su línea barímetrica de los 100 m alcanza una distancia a la costa de entre 7 y 14 km y en las bahías conformadas entre estos puntos alcanza una anchura promedio de 40-50 km, teniendo su máxima extensión a 95 km en el Golfo de Guayaquil. A partir de 100 m la pendiente conforma el talud continental con presencia de cañones submarinos y la fosa continental presenta una profundidad de 5000 m frente al golfo de Guayaquil hasta los 2000 m en la cordillera de Carnegie.
El Frente ecuatorial modifica el clima en la costa haciéndola variable tanto en el norte como en el sur del continente, en el sur de la costa del Ecuador el Golfo de Guayaquil forma estuarios, ríos, manglares y cordones litorales, playas, terrazas marinas sometidas a procesos morfo climáticos de tipo sudesértico o desértico.
En cuanto a la geomorfología costanera, está compuesta por acantilados, terrazas marinas y bajos, barreras y flechas litorales, salitrales, estuarios, manglares, cornisas, planicies litorales, dunas y playas, todos ellos guardan relación con la cordillera costera, los procesos de subducción de placas.

### Geología
Toda el área se encuentra dentro de la Formación tablazo, que en el Pleistoceno- Holoceno una serie de terrazas marinas distribuidas a lo largo del litoral, donde es difusa el pie de acantilado. La superficie primitiva de estos tablazasos está sometida a erosión o sedimentación por acción del viento.

### Geomorfología
La franja litoral del ANRPV es una línea de costa de 14 km de cordones y de 1.5 km en su sección más ancha.

### Edafología
Presenta suelos arcillosos con un régimen de humedad ústico a arídico. La litología del ANRPV está asociada a areniscas calcáreas de edad Cuaternaria en la formación Tablazo por procesos de transgresion marina. reciente. El suelo es de origen fluvio marino.

### Hidrología
Ausencia de ríos con caudales permanentes. El río Arena presenta caudal solo en época de lluvias, sin importancia económica. El estero de Data sí presenta caudal permanente y es usado como suministro de las camarones.

### Clima
El ANRPV presenta un clima tropical mega térmico semiárido seco. La temperatura promedio anual es de 24.8 °C, con media máxima de 26.4 °C y una media mínima de 23.1 °C. La humedad relativa promedio anual es de 80 % entre 1982- 2008; la nubosidad promedio anual es de 3 octavos en un periodo de 1982-2008, en el periodo de 1990- 2008, el viento máximo es de 9.5 m/s.
La precipitación varía entre los 0.2 y 122.9 mm a lo largo de los meses con una precipitación acumulada de 312.9 mm; el periodo de lluvias se da en los meses de febrero y marzo.

### Oceanografía

#### Batimetría
La plataforma continental en el perfil batimétrico del sector de Playas es ancho y su plataforma y talud son irregulares, con un fondo abisal a 100 km de la línea costanera. La profundidad del área marina del área nacional se encuentra en una profundidad de 0 a -5 m y de -5  a -10 m en ciertas zonas.

#### Corrientes oceánicas
Se encuentra influenciado por las corrientes que circulan por la zona ecuatorial compuesto por dos flujos de corrientes ecuatoriales uno del note y otro del sur, estos fluyen hacia el oeste mientras una contracorriente fluye hacia el este situada dentro de estas dos corrientes, el sistema es influenciado por la corriente de Humboldt y la Corriente de Panamá.